# Wig Out at Denko's
Wig Out at Denko's è il secondo album in studio del gruppo hardcore punk Dag Nasty pubblicato nel 1987 dalla Dischord Records.

## Tracce
1. The Godfather
2. Trying
3. Safe
4. Fall
5. When I Move
6. Simple Minds
7. Wig Out At Denkos
8. Exercising
9. Dag Nasty
10. Crucial Three
11. Safe (alternate version) *
12. Trying (alternate version) *
13. Fall (alternate version) *
14. Roger(alternate version) *
15. Mango (alternate version) *
16. When I Move (live acoustic) *
17. I've Heard (live acoustic) *

I brani contrassegnati da * sono stati inclusi solo nella riedizione del 2002

## Formazione
- Peter Cortner - voce
- Brian Baker - chitarra, voce secondaria
- Doug Carrion - basso, voce secondaria
- Colin Sears - batteria, voce secondaria